# Neoempheria vogeli
Neoempheria vogeli är en tvåvingeart som beskrevs av Edwards 1940. Neoempheria vogeli ingår i släktet Neoempheria och familjen svampmyggor. Inga underarter finns listade i Catalogue of Life.